# Рупите
Ру́пите (болг. Рупите) — село в Благоевградской области Болгарии. Входит в состав общины Петрич. Находится примерно в 6 км к северо-востоку от центра города Петрич и примерно в 66 км к югу от центра города Благоевград. По данным переписи населения 2011 года, в селе проживало 1037 человек, преобладающая национальность — болгары. Рупите находится на месте бывшего вулкана Кожух.

## Население
| Год     | 1934 | 1946 | 1956 | 1965 | 1975 | 1985 | 1992 | 2001 | 2011 |
| ------- | ---- | ---- | ---- | ---- | ---- | ---- | ---- | ---- | ---- |
| Жителей | 626  | 902  | 1151 | 1197 | 1187 | 1248 | 1212 | 1125 | 1037 |

|  |

## Достопримечательности
- Часовня Святой Параскевы. Построена на средства Ванги. Могила ясновидящей находится рядом с часовней.
- Источник с температурой до 80 градусов по Цельсию, в котором живут рыбы и черепахи.